# Triphoturus oculeum
Triphoturus oculeum är en fiskart som först beskrevs av Garman, 1899.  Triphoturus oculeum ingår i släktet Triphoturus och familjen prickfiskar. Inga underarter finns listade i Catalogue of Life.